# Luis E. González
Luis Eduardo González, är en chilensk astronom.
Minor Planet Center listar honom som L. E. Gonzalez och som upptäckare av 2 asteroider.
Han upptäckte även den icke-periodiska kometen C/1981 M1 och de komplexa ljusvariationerna hos dvärgnovan och den pulserande vita dvärgen GW Librae.

## Asteroider upptäckta av Luis E. González
| 3495 Colchagua | 2 juli 1981  |
| 3691 Bede      | 29 mars 1982 |